# پگو (سیریک)
پگو، روستایی در دهستان بیابان بخش مرکزی شهرستان سیریک در استان هرمزگان ایران است.

## جمعیت
بر پایه سرشماری عمومی نفوس و مسکن در سال ۱۳۹۵، جمعیت اين روستا برابر با ۳۶۸ نفر (۷۹ خانوار) بوده‌است.